# شهرك شهيد رضواني لك بن
شهرك شهيد رضواني لك بن هي قرية في مقاطعة بيرانشهر، إيران. عدد سكان هذه القرية هو 55 في سنة 2006.